# Zeeburgerbrug
De Zeeburgerbrug (geen brugnummer) is een verkeersbrug over het Buiten IJ en Amsterdam-Rijnkanaal in Amsterdam. De brug verbindt het Zeeburgereiland (Amsterdam-Oost) en de Watergraafsmeer met elkaar.
De Zeeburgerbrug draagt de A10 met tweemaal drie rijstroken plus twee weefstroken. Hij is niet toegankelijk voor voetgangers en fietsers; zij moeten gebruikmaken van de Enneüs Heermabrug tussen IJburg en Zeeburgereiland en/of de route via de Diemerzeedijk en de Nesciobrug, die nabij de Zeeburgerbrug over het Amsterdam-Rijnkanaal ligt.
De brug vormde bij de opening in 1990 met de Zeeburgertunnel het sluitstuk van de Ringweg om Amsterdam, die met de ingebruikname van het weggedeelte tussen het Coenplein en het Knooppunt Amstel was voltooid. Samen met de tunnel vormt hij een van de vier oeververbindingen over het IJ.
Halverwege de Zeeburgerbrug staat een 15 meter hoge betonnen pyloon die de bijnaam "De wokkel" heeft gekregen.
Amsterdamsebrug ·
Beltbrug ·
Benno Premselabrug ·
Berlagebrug ·
Blauwbrug ·
Coentunnel ·
Cuyperspassage ·
Tweede Coentunnel ·
Diaconessenbrug ·
Duivendrechtsebrug ·
Enneüs Heermabrug ·
Fietstunnel Hempontplein ·
Van Hallbrug ·
Hembrug ·
Hemtunnel ·
Hogesluis ·
Hortusbrug ·
Houtmanspoorbrug (Singelgrachtbrug) ·
IJ-tunnel ·
Jan van Galenbrug ·
Jan Schaeferbrug ·
Kattenslootbrug ·
Kinkerbrug ·
Kortjewantsbrug ·
Magere Brug ·
Meeuwenpleinbrug ·
Michiel de Ruijtertunnel ·
M.S. Vaz Diasbrug ·
Nesciobrug ·
Nieuwe Amstelbrug ·
Odebrug ·
Oetewalerbrug ·
Overtoomse Sluis ·
Piet Heintunnel ·
Rotterdammerbrug ·
Rozenoordbrug ·
Scharrebiersluis ·
Schellingwouderbrug ·
Schinkelbrug ·
Spaarndammertunnel ·
Théophile de Bockbrug ·
Torontobrug ·
Utrechtsebrug ·
Westerkeersluis ·
Wiegbrug ·
Willemsbrug (Singelgracht) ·
Zeeburgerbrug ·
Zeeburgertunnel ·
Zeilbrug